# Ashley Walden
Pour les articles homonymes, voir Walden.
Ashley Walden, née Hayden le 5 novembre 1981 à Framingham, est une lugeuse américaine.

## Carrière
Ashley Hayden participe aux Jeux olympiques d'hiver de 2002 à Salt Lake City, terminant à la huitième place en solo.
Elle est médaillée d'argent par équipe mixte aux Championnats du monde de luge 2004 à Nagano et aux Championnats du monde de luge 2005 à Park City.